# Nanterre
Nanterre ist ein am Ufer der Seine gelegener westlicher Vorort der französischen Hauptstadt Paris. Die Gemeinde mit 98.119 Einwohnern (Stand 1. Januar 2022) ist Sitz des Départements Hauts-de-Seine und seit 1966 Sitz des Bistums Nanterre. Die Einwohner dieser Banlieue wurden früher Nanterrois und heute Nanterriens genannt.
Der Ort teilt sich das bekannte Hochhausviertel La Défense mit den Nachbargemeinden Courbevoie und Puteaux.

## Geschichte
Nanterre ist Sitz der Université de Paris X, an deren philosophischer Fakultät mit der Bewegung 22. März die 68er-Bewegung Frankreichs ihren Ausgangspunkt nahm.
Die Gemeinde tendiert politisch zur Linken und wird seit 1935 – nur unterbrochen unter der deutschen Besatzung von 1940 bis 1944 – von kommunistischen Bürgermeistern regiert; seit 2014 ist dies Patrick Jarry. Die Ansiedlung des neuen Hauptquartiers des rechtsgerichteten Front National 2007 wurde daher von massiven Protesten der Anwohner begleitet.
Der Amoklauf von Nanterre im Jahr 2002 und die auf die Tötung von Nahel M. im Jahr 2023 folgenden Unruhen waren herausragende Ereignisse im frühen 21. Jahrhundert in Nanterre.

### Bevölkerungsentwicklung
| Jahr                       | 1962   | 1968   | 1975   | 1982   | 1990   | 1999   | 2011   | 2019   | 2021   |
| Einwohner                  | 83.416 | 90.332 | 95.032 | 90.371 | 84.565 | 84.325 | 89.476 | 96.277 | 97.351 |
| Quellen: Cassini und INSEE |        |        |        |        |        |        |        |        |        |

## Sehenswürdigkeiten und Kultur
- La Défense: Modernes Hochhausviertel mit zahlreichen Büro-, Wohn- und Geschäftskomplexen, dessen Straßenverkehr komplett unter die Oberfläche verlegt wurde. Auf den Plätzen östlich des silhouettenprägenden Grande Arche finden sich rund sechzig frei zugängliche Werke zeitgenössischer Künstler, darunter Niki de Saint Phalle und Joan Miró.
- Théâtre des Amandiers, der nicht nur Theater- und Kabarettveranstaltungen dient, sondern auch Filmvorführungen Platz bietet und eine Schauspielschule beherbergt.
- Tours Aillaud: Ensemble aus insgesamt 18 Hochhausbauten.[1][2][3]
- La Défense Arena: Multifunktionelles und überdachtes Stadion für Sport- und Unterhaltungsveranstaltungen, zugleich Heimspielstätte des Rugbyvereins Racing 92.

## Bildung
- Université Paris Ouest Nanterre La Défense

## Wirtschaft
Nanterre ist Standort der Automobil-, Elektro-, Maschinen-, Metall- und Nahrungsmittelindustrie sowie der Kosmetikbranche.
Von 1961 bis 1985 war der Ort Produktionsstandort des Automobilherstellers Citroën, Simca fertigte ab 1935 Fiat-Fahrzeuge in Lizenz. Von 1898 bis 1933 baute S.C.A.R. Fahrzeuge in Nanterre, von 1901 bis 1907 Prosper-Lambert, von 1907 bis 1908 Automobiles Jean Bart, 1921 Madoz, von 1925 bis 1926 Ryjan, von 1929 bis 1926 Vinot & Deguingand, von 1926 bis 1936 Donnet-Contin und von 1934 bis 1955 Automobiles Ardex. Von 1970 bis 2010 war der Ort Sitz des Stahlhändlers IMS International Metal Service.
Vertreten sind Envicom Systemlogistik der Sulo-Gruppe, der Bodenbelag-Hersteller Tarkett mit seiner Europazentrale, der Hauptsitz der Investmentgesellschaft Lyxor Asset Management und der Automatisierungstechnikhersteller Telemecanique, der in Nanterre 1924 gegründet wurde. Nanterre ist Hauptsitz der Hotelkette Golden Tulip, des Luxus-Schokoladenherstellers La Maison du Chocolat, des Automobilzulieferers Faurecia, seit 1930 des Fahrrad-Schaltwerkherstellers Huret, seit 1985 des Ingenieurdienstleisters Segula Technologies, seit 1988 des Personaldienstleisters Emagine Group, seit 1992 des Hard- und Softwareherstellers SES-imagotag, seit 2000 des Computerspielunternehmens Cyanide Studios sowie des IT-Dienstleisters Europe Computer Systèmes, der 1974 dort gegründet wurde. Das Modeunternehmen Lanvin eröffnete 1923 eine eigene Färberei in Nanterre.

## Partnerstädte
- Watford, Vereinigtes Königreich
- Žilina, Slowakei
- Pesaro, Italien
- Novgorod, Russland
- Craiova, Rumänien
- Tlemcen, Algerien[4]

## Sport
Der Basketballverein JSF Nanterre spielt seit 2011 in der höchsten Spielklasse Frankreichs, der LNB Pro A. 2013 gewann er erstmals die französische Meisterschaft und 2015 den Euro-Challenge-Cup in Trabzon. 2017 zog zudem der erfolgreiche Rugbyverein Racing 92 von Colombes nach Nanterre.

## Persönlichkeiten
- Genoveva von Paris (um 422–um 502), Heilige und Schutzpatronin von Paris
- André Raison (um 1640–1719), Organist und Komponist
- François Hanriot (1759–1794), Revolutionär
- Albert Marque (1872–1939), Bildhauer und Puppenmacher
- René Allenbach (1889–1958), Maler, Illustrator, Kupferstecher und Radierer
- Hans L. Minzloff (1908–1998), deutscher Kulturfilm-Produzent, Fotograf, Regisseur und Kameramann
- Jean Nicolas (1913–1978), Fußballspieler
- Stanislas Bober (1930–1975), Radrennfahrer
- Robert Etcheverry (1937–2007), Schauspieler
- Jean-Claude Lefèbvre (* 1945), Autorennfahrer
- Denis Le Bihan (* 1957), Neurowissenschaftler, Radiologe und Biophysiker
- Philippe Laudet (* 1959), Physiker und Jazzmusiker
- Olivier Rabourdin (* 1959), Schauspieler
- David Macaire (* 1969), Ordensgeistlicher, Erzbischof von Saint-Pierre et Fort-de-France
- Fabrice Hadjadj (* 1971), Schriftsteller und Philosoph
- Érick Mathé (* 1971), Handballtrainer
- Frédéric Bourdin (* 1974), Hochstapler
- Sada Thioub (* 1995), Fußballspieler
- Chrislain Matsima (* 2002), Fußballspieler